# Mario Girolamo Fracastoro
Mario Girolamo Fracastoro (Firenze, 29 marzo 1914 – Torino, 24 luglio 1994) è stato un astronomo e fisico italiano.

## Biografia
Laureatosi con lode in fisica nel 1935 all'Università di Firenze con Giorgio Abetti, l'anno successivo è in servizio all'Osservatorio astrofisico di Arcetri, dove rimane, come assistente, fino al 1948, quando assume il ruolo di aiuto astronomo. Nel 1942, consegue la libera docenza ed ottiene l'incarico d'insegnamento di fisica tecnica all'Università di Firenze.
A partire dal 1954, dirige l'Osservatorio astrofisico di Catania ed è incaricato di astronomia all'Università di Catania fino al 1956, quando, per concorso, ne assume la cattedra come ordinario. Nel 1966, passa alla direzione dell'Osservatorio di Pino Torinese ed alla cattedra di astronomia dell'Università di Torino. A Catania, comunque, si prodiga sia per ammodernare ed allargare le strutture dell'Osservatorio astronomico, sia per creare una nuova scuola di astronomia in cui si formeranno, tra gli altri, Gaetano Belvedere, Carlo Blanco, Francesco e Santo Catalano, Lucio Paternò, Marcello Rodonò, tutti poi futuri docenti universitari, attivi nel locale Osservatorio. 
I suoi interessi scientifici hanno riguardato dapprima – nel periodo catanese – la fisica solare e la fotometria stellare, poi – nel periodo torinese – l'astrometria, promuovendo il progetto Hypparcos per conto dell'Agenzia Spaziale Europea. Sia a Catania che a Torino, inoltre, Fracastoro attrezzerà i rispettivi osservatori con nuova strumentazione e una più moderna tecnologia, introducendo nuovi indirizzi di ricerca che permetteranno, agli allievi di entrambe le scuole, di poter competere e validamente collaborare con colleghi stranieri su argomenti di punta della ricerca astronomica ed astrofisica.  
Era socio corrispondente dell'Accademia Nazionale dei Lincei, dell'Accademia delle Scienze di Torino (che presiedette nel triennio 1988-91), nonché membro dell'International Astronomical Union (della cui "Commissione per lo studio delle stelle doppie", ne fu presidente dal 1982 al 1985) e della Società Astronomica Italiana.
Nel 1986, Walter Ferreri gli intitola, in suo onore, l'asteroide 3625 Fracastoro, scoperto quell'anno presso l'Osservatorio europeo australe